# Финские добровольцы во время вторжения России на Украину
Финские добровольцы в войне в Украине — это финны, которые отправились воевать на российско-украинской войне, либо на стороне Украины, либо на стороне России, после того как Россия вторглась в страну в 2022 году. В первой половине 2022 года на стороне Украины находилась как минимум команда финских добровольцев. По оценкам, к 2024 году около ста финнов отправились защищать Украину. Финские солдаты были размещены в разных частях Украины, и не все финны воюют в одних и тех же частях. Один финн также присоединился к российской стороне.
Если не учитывать финских добровольцев, участвовавших в войне на востоке Украины с 2014 года, то, по всей видимости, первым финским добровольцем в войне в Украине стал Ральф Сирен, который 1 марта 2022 года присоединился к Интернациональному легиону территориальной обороны Украины. В ходе войны в Украине было ранено несколько финских добровольцев, но точное число пока неизвестно.

## Финские добровольцы

### Живые добровольцы

#### Йоуни Лахти
Йоуни Лахти (фин. Jouni Lahti); (род. 1958) — финский военный в отставке, майор запаса, строитель по профессии, доброволец и инструктор Интернационального легиона Вооружённых сил Украины. Лахти прошёл срочную службу в финской армии, окончил резервистский офицерский курс и кадетскую школу. Имеет квалификации парашютиста и боевого водолаза. Службу в армии завершил в 2001 году в звании майора.

##### Участие в Легионе
Весной 2022 года, в возрасте 64 лет, Лахти вступил в Интернациональный легион обороны Украины, несмотря на возрастной лимит (официально не старше 50 лет). Прошёл отбор, включавший физические испытания, и прибыл в зону боевых действий. В составе многонационального подразделения , Лахти принимал участие в оборонительных и тактических операциях в районах Ирпеня и Бучи. Его задачами были также сопровождение колонн, разминирование территорий, эвакуация раненых и гражданских лиц.

Позднее он стал выполнять функции инструктора. Лахти обучал украинских военнослужащих и иностранных добровольцев базовым и тактическим навыкам: правилам обращения с оружием, передвижению в боевых условиях, командной работе и взаимодействию в группе.
«Финнов часто приглашают в качестве инструкторов, потому что у нас высокий уровень подготовки. Любой солдат, прошедший срочную службу в Финляндии, подготовлен значительно лучше, чем средний украинский солдат», — отмечал Лахти в интервью финским СМИ.
Он добавил, что украинцы часто воюют так же, как россияне — «силой и числом», и в таких условиях побеждает выживший.  Лахти высоко оценил моральный дух украинцев, их способность к обучению и быструю адаптацию в боевых условиях. Особое внимание он уделил применению современных технологий: квадрокоптеров, тепловизоров, ПТУРов и других средств, которые стали ключевыми в современной войне.
«Это уже не та война, где побеждают числом. Побеждает тот, кто лучше видит и быстрее реагирует», — говорил он в интервью журналу Apu.
После нескольких месяцев службы Лахти временно вернулся в Финляндию, где занялся сбором гуманитарной помощи. Он отправлял на фронт медикаменты, тёплую одежду, электрооборудование, генераторы и автомобили. Осенью 2023 года он снова вернулся в Украину для продолжения работы в качестве инструктора. Планирует дальнейшие поездки и считает своей миссией обучение украинских солдат и укрепление оборонной способности страны.

### Погибшие на войне
Известно, что шесть финнов погибли к концу ноября 2024 года. На самом деле, погибших может быть больше.

#### Каспер Альхониеми
Каспер Альхониеми (фин. Kasper Alhoniemi; (род. 1999, город Тампере — 10 июня 2023, Лобковое, Украина) был первым финским добровольцем, который сражался на стороне Украины и погиб в Российско-украинской войне. На гражданской жизни Альхонеми работал механиком. Он окончил профессиональное училище в 2018 году.
Альхонеми присоединился к Интернациональному легиону обороны Украины, основанному Вооружёнными силами Украины в начале войны. Участвовал освобождении Харькова осенью 2022 года. Альхонеми возвращался в Финляндию но на короткое вермя так как в апреле 2023 года снова поехал в Украину. Там он присоединился к спецподразделению украинской военной разведки ГУР МОУ. В том же подразделении служили ещё два финна.
Он погиб 10 июня 2023 года недалеко от деревни Лобково на Запорожском фронте, когда его группа попала под огонь из российского танка. Три автомобиля и группа из 12 человек должны были установить противотанковую позицию между линиями на Запорожском фронте, но первый автомобиль был подбит выстрелом из российского танка, и Альхонеми сразу же погиб. В том же бою погиб украинский солдат, а несколько бойцов получили ранения, включая другого финского добровольца. Альхонеми было 23 года на момент смерти. Его тело удалось извлечь из зоны боевых действий только в августе. В Финляндию оно было доставлено в ноябре, когда Финско-Украинская ассоциация по обороне смогла организовать транспортировку благодаря средствам, собранным на благотворительном сборе.
Альхонеми был похоронен в декабре 2023 года в часовне Ламминпя на кладбище в Тампере. На похоронах, кроме его близких, присутствовал один из его финских боевых товарищей и украинский командир. 

#### Вилле Мюккянен
Вилле Мюккянен (фин. Ville Mykkänen; (род. 1997 — август 2024, Луганская область) был финским солдатом, который с 2023 года воевал добровольцем в Украине.
Мюкканен жил в Пюхяярви и занимался политической деятельностью в Партии Финляндский центр. В старшей школе он вступил в партию и был членом молодежного совета Пюхяярви. В июле 2016 года Мюкканен поступил на военную службу в Кайнууской бригаде, где служил в лыжной роте в течение полугода. В 2022 году региональная организация молодежного крыла Центристской партии в Северной Остроботнии выбрала его председателем на 2023 год. Мюкканен был кандидатом на муниципальных выборах 2021 года и набрал 21 голос в Пюхяярви, что позволило ему занять место кандидата на замену. На тот момент он указал свою профессию как рабочий на заводе. Он заявлял, что патриотизм был главной темой его политической деятельности.
В конце осени 2023 года Мюкканен отправился в Украину в качестве добровольного бойца, приняв боевое имя Флёрри. Он погиб в начале августа 2024 года в боях в Луганской области. Он стал пятым известным финским бойцом, погибшим в Украине. Среди предыдущих погибших был Алхониеми, который погиб в июне 2023 года.
Мюкканен учился на инженера по производственному управлению в высшей школе Centria в Кокколе. Он активно участвовал в деятельности резервистов и занимал доверенные должности. Он также играл в хоккей за команду «Пюхяярвен Похди», увлекался охотой и рыбалкой. 

#### Алекси Лисандер
Алекси Лисандер (фин. Aleksi Lysander;(18 января 1989, город Оулу — декабрь 2024, Восточная Украина) был финским солдатом, который с 2022 года воевал добровольцем в Украине.
Лисандер присоединился к Французскому Иностранному легиону в 18 лет, где служил пять лет. Он принимал участие в боях в рядах легиона, в том числе в Афганистане и многих странах Африки. В январе 2012 года Лисандер прошел службу в армии Финляндии в Соданкюля в Егерской Бригаде, где провел год и прошел курс унтер-офицеров моторизованных войск.
В детстве Лисандер жил в Оулу и Торнио. В юности он занимался плаванием на соревнованиях. После службы в армии Лисандер переехал в Южную Африку, где прошел обучение как телохранитель. Он выполнял обязанности профессионального солдата около 16 лет, прежде чем весной 2022 года присоединился к Интернациональному легиону обороны Украины, где участвовал в боях, в том числе в Ирпене, Николаеве и Запорожье.

#### Петри Вильякайнен
Петри Вильякайнен (фин. Petri Viljakainen; (18 июня 1977, город Пиексямяки — 2022) был финским бойцом. Он стал известен в 2015 году как первый финн, публично заявивший о том, что отправился добровольцем воевать на стороне поддерживаемых Россией повстанцев на востоке Украины. Во время службы в вооружённых силах Луганской народной республики Вильякайнен получил ранение от осколков гранаты в начале 2017 года. Согласно информации пропагандистского агентства Doni News, возглавляемого Янусом Путкосеном, Вильякайнен был доставлен в больницу. В августе 2019 года издание Länsi-Savo сообщило, что Вильякайнен был легко ранен несколько раз, будучи в состоянии алкогольного опьянения. В 2018 году Йохан Бэкман профинансировал книгу воспоминаний Вильякайнена «Вилин война: Защищая Финляндию добровольцем на донбасской степи 2015—2018».
В Коммунистическом издании Kansan ääni было сообщено, что Вильякайнен умер в марте 2022 года, а информация об этом появилась в ноябре 2022 года. По данным издания, он пропал без вести, сражаясь в рядах Луганской народной республики, поддерживаемой Россией. Kansan ääni также утверждал, что у Вильякайнена было двое сыновей. Заявление о его смерти также было распространено в издании MV-lehti. Йохан Бэкман выдвигал противоречивые утверждения о времени смерти Вильякайнена. По версии Бэкмана, Вильякайнен погиб в марте 2022 года в боях за Северодонецк, хотя на самом деле эти бои происходили только в мае и июне 2022 года. Бэкман также назвал Вильякайнена важным сторонником России.

## Реакция Финляндии
Финляндия оказывает всестороннюю поддержку Украине в её борьбе против незаконной агрессии, однако не направляет и не поощряет участие своих граждан в боевых действиях за рубежом. Министерство иностранных дел Финляндии не рекомендует и не содействует участию добровольцев в военных операциях, но при этом оказывает консульскую помощь находящимся в Украине гражданам Финляндии в рамках действующего законодательства, если это возможно. Ответственность за решение об участии в боевых действиях за пределами страны несёт каждый совершеннолетний гражданин лично.
Силы обороны Финляндии подчёркивают, что участие в вооружённом конфликте в составе армии другого государства может иметь негативные последствия. В частности, такой опыт может повлиять на военное распределение гражданина в Финляндии в случае мобилизации. «Это личный выбор каждого, но мы не рекомендуем и не поддерживаем его ни в какой форме», — заявили в пресс-службе Главного штаба.

## Законодательство Финляндии
Следует отметить, что само по себе участие в Вооружённых силах Украины в качестве добровольца не является преступлением по финскому законодательству. Финские законы, равно как и нормы международного гуманитарного права, не запрещают гражданам Финляндии вступать в ряды украинской армии. Однако добровольцы подчиняются законам Украины и нормам международного гуманитарного права. При этом участие в военных действиях не освобождает от ответственности: если доброволец будет подозреваться, например, в совершении военных преступлений (уголовный кодекс Финляндии, глава 11, §5), он может быть привлечён к уголовной ответственности и в самой Финляндии.

## См.также
- Интернациональный легион территориальной обороны Украины
- Украинско-финляндские отношения
- Чеченские добровольцы на стороне Украины
- Азербайджанцы в российско-украинской войне